# Pinatar Cup 2020
Der Pinatar Cup für Frauenfußballnationalteams fand zwischen dem 4. und 10. März 2020 in der spanischen Stadt San Pedro del Pinatar statt. Es war die erste Austragung und fand parallel zu mehreren traditionellen Turnieren, z. B. dem Algarve-Cup 2020 statt. Spielstätte war die Pinatar Arena. Es nahm keine Mannschaft aus den Top 10 der FIFA-Weltrangliste teil. Bestplatzierte Mannschaft war Island (Platz 15). Weitere Teilnehmer waren Schottland (22), die Ukraine (27) und Nordirland (56). Für die vier Mannschaften dient das Turnier auch als Vorbereitung auf die im April fortgesetzte Qualifikation für die EM 2021. Sieger wurde die schottische Mannschaft, die damit erstmals ein Turnier gewinnen konnte.

## Spielergebnisse
| Pl. | Land       | Sp. | S | U | N | Tore    | Diff. | Punkte |
| --- | ---------- | --- | - | - | - | ------- | ----- | ------ |
| 1.  | Schottland | 3   | 3 | 0 | 0 | 006:100 | +5    | 09     |
| 2.  | Island     | 3   | 2 | 0 | 1 | 002:100 | +1    | 06     |
| 3.  | Ukraine    | 3   | 1 | 0 | 2 | 004:400 | ±0    | 03     |
| 4.  | Nordirland | 3   | 0 | 0 | 3 | 001:700 | −6    | 0      |

|                            |   |            |     |
| 4. März 2020 um 13:00 Uhr  |   |            |     |
| Nordirland                 | – | Island     | 0:1 |
| 4. März 2020 um 19:00 Uhr  |   |            |     |
| Ukraine                    | – | Schottland | 0:3 |
| 7. März 2020 um 13:00 Uhr  |   |            |     |
| Schottland                 | – | Island     | 1:0 |
| 7. März 2020 um 17:00 Uhr  |   |            |     |
| Nordirland                 | – | Ukraine    | 0:4 |
| 10. März 2020 um 15:00 Uhr |   |            |     |
| Ukraine                    | – | Island     | 0:1 |
| 10. März 2020 um 20:30 Uhr |   |            |     |
| Nordirland                 | – | Schottland | 1:2 |

## Schiedsrichterinnen (Auswahl)
- Petra Pavliková
- Zuzana Valentová

## Torschützinnen
| Rang | Spielerin                  | Tore |
| ---- | -------------------------- | ---- |
| 1    | Abbi Grant                 | 02*  |
|      | Martha Thomas              | 02*  |
|      | Daryna Apanaschtschenko    | 2    |
| 4    | Dagný Brynjarsdóttir       | 1    |
|      | Gunnhildur Yrsa Jónsdóttir | 1    |
|      | Rachel Furness             | 1    |
|      | Erin Cuthbert              | 1    |
|      | Claire Emslie              | 1    |
|      | Nicole Kozlova             | 1    |
|      | Olha Owdijtschuk           | 1    |

- Anmerkung: * = erste Länderspieltore der Spielerin

## Besonderheiten
Island verzichtete auf Berglind Björg Þorvaldsdóttir, die in Norditalien beim AC Mailand spielt, aufgrund der dort gehäuft auftretenden COVID-19-Erkrankungen.